# Подлог в Савињски долини
Подлог в Савињски долини (словен. Podlog v Savinjski dolini) је насељено место у општини Жалец, Савињска регија, Словенија.

## Историја
До територијалне реорганизације у Словенији био је у саставу старе општине Жалец.

## Становништво
У попису становништва из 2011. године, Подлог в Савињски долини је имао 311 становника.
| Број становника према пописима | Број становника према пописима | Број становника према пописима |
| ------------------------------ | ------------------------------ | ------------------------------ |
| 1991                           | 2002                           | 2011                           |
| 277                            | 288                            | 311                            |

Напомена: До 1953. исказивано под именом Подлог.